# Solidaritat Catalana per la Independència
Solidaritat Catalana per la Independència (Solidaridad Catalana por la Independencia) fue una coalición electoral cuyo fin era la consecución de la independencia de Cataluña y su constitución como Estado soberano en el seno de la Unión Europea. Inspiró su denominación en la coalición de principios del siglo XX Solidaritat Catalana.
Esta coalición se presentó originalmente a las elecciones al Parlamento de Cataluña de 2010, siendo sus promotores Joan Laporta, Alfons López Tena y Uriel Bertran. Tuvo cuatro escaños en el Parlamento de Cataluña, tres por la circunscripción de Barcelona y uno por la de Gerona. Volvió a presentarse en el Elecciones municipales de 2011, en las que obtuvo 48 concejales. Posteriormente, en las elecciones anticipadas al Parlamento de Cataluña convocadas el 25 de noviembre de 2012, Solidaritat volvió a presentar candidatura con Alfons López Tena como candidato a la presidencia de la Generalitat, en las que perdió sus cuatro escaños con el 1,28% de los votos, quedando sin representación en el Parlamento.
Dado que la legislación limita la actividad de las coaliciones a los períodos electorales, se fundó un partido político, Solidaritat per la Independència –que formó parte de la coalición–, para mantener el proyecto de forma continua y darle personalidad jurídica propia.

## Historia

### Formación
El 20 de julio de 2010, Joan Laporta (expresidente del Fútbol Club Barcelona), Alfons López Tena (entonces militante de Convergència Democràtica de Catalunya) y Uriel Bertran (militante en ese momento de Esquerra Republicana de Catalunya) hicieron público un manifiesto llamado Crida a la Solidaritat Catalana per la Independència (Llamamiento a la Solidaridad Catalana por la Independencia) en el que hacían un llamamiento a la presentación de una candidatura unitaria que incluyese a formaciones de todo el espectro político en las elecciones al Parlamento de Cataluña de 2010. Pretendía agrupar en ella a los partidos nacionalista catalanes Convergència Democràtica de Catalunya (CDC), Esquerra Republicana de Catalunya (ERC), Esquerra Unida i Alternativa (EUiA), Iniciativa per Catalunya Verds (ICV), Unió Democràtica de Catalunya (UDC), Candidatura d'Unitat Popular (CUP), Entesa pel Progrés Municipal (EPM), Reagrupament (RI) y Democràcia Catalana (DCat). Los promotores expresaron su disposición a no figurar en la candidatura electoral en caso de que los partidos apoyasen su llamamiento.
El fin de dicha candidatura sería la proclamación unilateral de la independencia de Cataluña por parte del Parlamento de Cataluña y su constitución como Estado propio dentro de la Unión Europea, y el sometimiento posterior a referéndum de dicha proclama durante la legislatura 2010-2014.
Laporta había manifestado durante su mandato como presidente del F.C. Barcelona su interés por dedicarse a la política, promoviendo la independencia de Cataluña. En julio de 2010, Laporta había creado su propio partido, Democràcia Catalana. Por su parte, López Tena y Beltrán habían impulsado las consultas independentistas que habían tenido lugar en diversas localidades catalanas durante 2009 y 2010, así como una iniciativa popular para convocar un referéndum sobre la independencia, que fue rechazada por la mesa del Parlamento de Cataluña en julio de 2010, a raíz de lo cual ambos abandonaron sus respectivos partidos.
En sentido similar, el día anterior, el 19 de julio, se llevó a cabo una reunión de diversos partidos y colectivos independentistas extraparlamentarios (Bloc Sobiranista Català, el CADCI, el Cercle Català de Negocis, Crida per la Terra, CUP de Arenys de Munt, Democràcia Catalana, Els Verds - Alternativa Verda, Estat Català, Força Catalunya, Partit Republicà Català, Reagrupament, Suma Independència y Unitat Nacional Catalana) con el fin de evaluar la presentación de una coalición soberanista.
Así, el 27 de julio de 2010 se anuncia la intención de Solidaritat Catalana de presentarse a las elecciones y el abandono de CDC y de ERC de Alfons López Tena y Uriel Bertran, respectivamente.
CiU, ERC, CUP, EPM y ICV-EUiA rechazaron formar parte de Solidaritat Catalana, mientras que en el caso de Reagrupament, su líder Joan Carretero mostró su predisposición a crear una coalición independentista. No obstante, no llegaron a un acuerdo a causa de las discrepancias en la confección de las listas electorales. Así, ambas formaciones emitieron un comunicado conjunto en el cual afirmaban que se presentarían por separado a las elecciones, aunque con una estrategia paralela confluente, con el objetivo común de trabajar para la independencia de Cataluña y la proclamación de un Estado propio en el seno de la Unión Europea.
A pesar de ello, Solidaritat Catalana ha logrado apoyos a nivel personal, político y asociativo. Además del partido de Laporta, mostró su apoyo al proyecto el Cercle Català de Negocis. El 31 de agosto de 2010 se anunció la incorporación a Solidaritat Catalana del Partit Republicà Català y de Els Verds - Alternativa Verda. También se unieron a Solidaritat Catalana el 2 de septiembre de 2010 los concejales de ERC en San Antonio Vilamajor.

### Elecciones al Parlamento de Cataluña de 2010

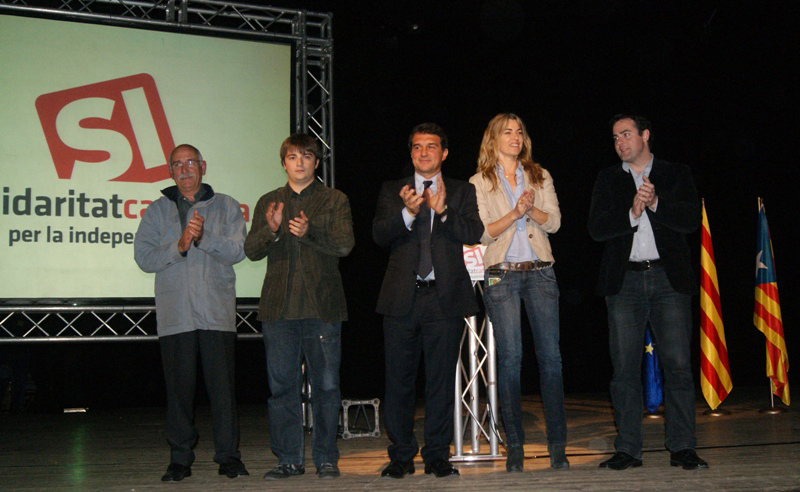
Joan Laporta, Anna Arqué y Uriel Bertran en un acto de campaña de Solidaritat Catalana per la Independència (SI) durante las elecciones al Parlamento de Cataluña de 2010.

El 4 de septiembre tuvieron lugar elecciones primarias, para elegir los 135 candidatos a las elecciones catalanas del 2010. Joan Laporta resultó elegido cabeza de lista para la circunscripción de Barcelona, seguido de Alfons López Tena, Uriel Bertran y la escritora Isabel-Clara Simó. En Tarragona Héctor López Bofill fue el elegido.
El 5 de octubre de 2010 se anunció el apoyo del Partit Socialista d'Alliberament Nacional (PSAN) a esta coalición. Además, en octubre de 2010 Solidaritat Catalana per la Independència y Unitat Catalana firmaron un pacto de colaboración, de forma que uno pasaba a ser el referente del otro en su territorio respectivo. También en octubre Solidaritat Catalana y Unitat Catalana, un partido catalanista del Rosellón firmaron un pacto de colaboración, de forma que uno pasaba a ser el referente del otro en su territorio respectivo.
Diversas encuestas le concedieron la posibilidad de obtener representación parlamentaria. La más favorable fue la de Avui publicada el 3 de octubre de 2010, en la que se le adjudicaron entre 6 y 8 escaños. Finalmente el 28 de noviembre de 2010 Solidaritat Catalana per la Independència obtuvo 4 escaños (Joan Laporta, Alfons López Tena y Uriel Bertran por Barcelona, y Toni Strubell por Gerona), entrando de esta manera por primera vez en el arco parlamentario autonómico catalán.

### Elecciones municipales de 2011
En marzo de 2011, en plena discusión interna sobre si presentarse a las elecciones municipales junto a ERC y Reagrupament en Barcelona, Joan Laporta junto a su partido, Democràcia Catalana, deciden abandonar la coalición. Democràcia Catalana se presentó finalmente en Barcelona junto a ERC y RCat en Unitat per Barcelona, y Laporta mantuvo su acta de diputado en el Parlamento de Cataluña pasando a ser diputado no adscrito.
De cara a las elecciones municipales de 2011 Solidaritat se presentó en diversos municipios, en algunos, como Tárrega, Arenys de Mar, finalmente junto a Reagrupament. Además se incorporaron a la coalición Bloc Municipal de Catalunya y Catalunya Acció, siendo el líder de esta última el candidato por Barcelona. Finalmente obtuvo 31.905 votos (el 1,11% del total de Cataluña) y 48 concejales.

### Elecciones generales de 2011
De cara de a las elecciones generales de 2011 Solidaritat comunicó que si no prosperaban conversaciones con los demás partidos independentistas catalanes para crear una candidatura unitaria al estilo de Bildu en el País Vasco, no se presentaría a estas. Finalmente, Esquerra Republicana de Catalunya (ERC) hizo un ofrecimiento a Solidaritat y a Reagrupament con tal fin, aceptándolo Reagrupament pero rechazándolo Solidaritat que reclamaba un 28% de representación en las listas de acuerdo con los resultados de las tres fuerzas en las elecciones autonómicas de 2010.
En enero de 2012 se incorpora el Bloc Sobiranista Català.

### Elecciones autonómicas de Cataluña 2012
Tras las elecciones autonómicas de Cataluña 2012, con Alfons López Tena como candidato, obtuvo 46.608 votos (1,28%) y ningún diputado, quedando fuera del Parlamento de Cataluña.

## Resultados electorales
| Elecciones | Candidato         | # de votos | % de votos | Escaños | +/- | Posición  | Estado             |
| ---------- | ----------------- | ---------- | ---------- | ------- | --- | --------- | ------------------ |
| 2010       | Joan Laporta      | 102.921    | 3,29%      | 4/135   | -   | 6.º*(7.º) | Oposición          |
| 2012       | Alfons López Tena | 46.838     | 1,28%      | 0/135   | 4   | 9.º       | Extraparlamentario |